# Zungoli
Zungoli är en ort och kommun i provinsen Avellino i regionen Kampanien i Italien. Kommunen hade 1 073 invånare (2017).